# HMS Glorious (77)
O HMS Glorious foi um navio de guerra operado pela Marinha Real Britânica e a segunda embarcação da Classe Courageous, depois do HMS Courageous e seguido pelo HMS Furious. Sua construção começou em maio de 1915 nos estaleiros da Harland and Wolff originalmente como um cruzador de batalha, sendo lançado ao mar em abril de 1916 e comissionado na frota britânica em janeiro do ano seguinte. Ele passou a maior parte da Primeira Guerra Mundial patrulhando o Mar do Norte e esteve presente na rendição da Frota de Alto-Mar alemã em novembro de 1918.
Foi descomissionado depois da guerra e convertido em um porta-aviões na década de 1920, voltando para o serviço em 1930 e passando os anos seguintes no Mar Mediterrâneo. Com o início da Segunda Guerra Mundial em 1939, o Glorious caçou o cruzador pesado alemão Admiral Graf Spee no Oceano Índico, porém sem sucesso. Voltou para o Reino Unido em abril de 1940 para apoiar as operações da Campanha da Noruega. A embarcação acabou afundada pelos couraçados alemães Scharnhorst e Gneisenau em junho no Mar do Norte enquanto evacuava aeronaves da Noruega.